# Кикукава (станция)
Станция Кикукава (яп. 菊川駅 кикукава эки) — железнодорожная станция, расположенная в специальном районе Сумида в Токио. Станция обозначена номером S-12. Была открыта 21 декабря 1978 года. На станции установлены автоматические платформенные ворота.

## Планировка станции
1 платформа островного типа и 2 пути.
| 1 | ○ Линия Синдзюку | Бакуро-Ёкояма, Синдзюку, Сасадзука, Хасимото |
| 2 | ○ Линия Синдзюку | Мотоявата                                    |

Станция расположена под пересечением Токийских городских шоссе 319 (Мицумэ-Дори) и 50 (Син-Охаси-Дори).

## Автобусы
Toei Bus: Кикукава-Экимаэ
- Нари 10: до станции Нарихирабаси, Симбаси
- То 20: до выхода Яэсу станции Токио, станции Кинситё
- Нисики 11: до станции Кинситё, Цукидзи

## Близлежащие станции
| «                           |                | Линия          |                | »              |
| Линия Синдзюку              | Линия Синдзюку | Линия Синдзюку | Линия Синдзюку | Линия Синдзюку |
| --------------------------- | -------------- | -------------- | -------------- | -------------- |
| Морисита                    | Морисита       | Local          | Сумиёси        | Сумиёси        |
| Express: не останавливается |                |                |                |                |